# Банк времени
Ба́нк вре́мени (англ. Time Bank) — это организация, учитывающая (фиксирующая) для своих участников, сколько часов своего времени потратил тот или иной участник на оказание различных услуг другим участникам (приход на счёт участника в банке времени) и сколько времени было потрачено другими участниками на оказание потреблённых услуг тем или иным участником (расход со счёта участника в банке времени). Организовывается обмен услугами между людьми, их сообществами, организациями, учреждениями, предприятиями, взаимное кредитование и взаимопомощь (сотрудничество, кооперация).
Расчётной единицей для всех видов услуг является один час затраченного времени (в США — «Time-Dollar»), в Японии «DanDan». Время всех участников оценивается одинаково, вне зависимости от содержания выполненной работы, от образования, навыков и умений: 1 астрономический час эквивалентно 1 учётной единице.

## Философия банка времени
Обычно банк времени базируется на пяти основополагающих принципах:
- Мы все обладаем ценными качествами;
- Некоторые работы не имеют цены;
- Помощь действует лучше, если она обоюдная;
- Мы нужны друг другу в социальной сети;
- Каждый человек имеет значение.

Многие добавляют также:
- Добровольность;
- Благотворительность;
- Взаимность;
- Практичность;
- Социальная направленность.

В условиях финансового кризиса время рассматривают как альтернативный внеденежный эквивалент стоимости (см. экономика, основанная на временном факторе).

## Типы банков времени
Различают несколько типов банков времени: волонтёрский, производственный, волонтёрско-производственный, объединённый.

### Волонтёрский банк времени
Волонтёрский банк времени производит операции со временем при взаимопомощи волонтёров.
Примерный перечень взаимных услуг такого банка:
- Создание/изготовление различных товаров, продуктов, за исключением продуктов питания и медицинских препаратов;
- Установка/передвижение бытовой техники, предметов интерьера, перенос грузов;
- Все виды работ, связанные с использованием информационных технологий (установка/администрирование компьютерного оборудования и программного обеспечения, создание компьютерных программ и продуктов);
- Педагогическая помощь (репетирование, консультирование, инструктаж);
- Услуги няни и социального работника;
- Юридическая помощь (консультирование, представление интересов в суде и т. д.);
- Производство бытовых услуг (парикмахерские услуги, прачечные работы и т. д.);
- Информационные услуги (поиск необходимой информации и литературы);
- Переводческие работы (иностранные языки, сурдоперевод, начитывание текстов на аудионосители и т. д.);
- Услуги по организации/проведению мероприятий (семинаров, тренингов, праздников, выставок и т. д.);
- Транспортные и курьерские услуги;
- Уборка и ремонт зданий, помещений, территорий.

### Производственный банк времени
Производственный банк времени специализируется на операциях с производственным временем работников и между организациями. Обеспечивается гибкий график рабочего времени, бесплатная взаимопомощь людей на работе, а также взаимные бесплатные услуги между различными организациями.

### Волонтёрско-производственный
Часто такой банк создаётся при квартирном товариществе.

### Объединённый банк времени
Такой банк выполняет все виды операций со временем — как волонтёрского, так и производственного типов.

## Функционирование банка времени
Все операции современного банка времени проводятся клиентами через веб-сайт. Руководит работой банка координатор (либо правление). К работе банка привлекаются эксперты, которые проверяют наличие сертификата при выполнении специфических услуг его клиентами (медицинские, информационные, уход за детьми и др.). Количество клиентов банка может колебаться от нескольких человек до нескольких сотен. Чтобы получить возможность участвовать в программе, необходимо пройти тренинг общения, доказать качество предоставляемых услуг и подтвердить собственную биографию. Разработано специальное программное обеспечение «Timekeeper» — база данных предлагаемых товаров и услуг. Координатор уведомляется участниками сделки о количестве потраченных часов и вносит записи в кредит и дебет соответствующих счетов.
Производственный банк времени функционирует по правилам, которые предусмотрены методическими рекомендациями:
- Накопленный за месяц излишек времени работник передаёт в банк времени, причём 85 % этого времени заносится на лицевой счёт работника, а 15 % передаётся в фонд общего пользования (фонд начальника);
- Накопленное время в банке подлежит использованию в течение года;
- Руководство банком осуществляется правлением в количестве двух человек — представителя администрации и профсоюза. Правление избирается сроком на один год на профсоюзном собрании подразделения;
- Выдача времени из банка производится решением правления по заявлению работника. Полученное время может быть использовано в течение календарного месяца, и неиспользованная часть возвращается в банк. Допускается по согласованию с начальником взятие отгула за счёт времени из банка;
- Фонд общего времени может быть использован для оказания безвозмездной помощи отдельным работникам или для проведения общественных мероприятий;
- При использовании рабочего времени из банка за работником сохраняется установленная заработная плата за месяц. В карте учёта отработанного времени делается запись о получении из банка или отчисления в банк рабочего времени.

## История
В 1977 году в СССР был создан первый «Банк времени» производственного типа на хлебокомбинате города Кохтла-Ярве (Эстония), на котором работники использовали гибкое рабочее время. В этом же городе 18 февраля 1980 года был осуществлён эксперимент по обороту времени, подобно денежному обороту. В ходе этого эксперимента был осуществлён обмен времени на услуги между банками времени трёх организаций: НИИ сланцев, Хлебокомбината и ТЭЦ. Большую информационную поддержку по распространению идеи банка времени в СССР оказала «Литературная газета», а в Эстонии — газета «Северное побережье».
В 1978 году с опытом работы «Банка времени» познакомился американский журналист Дэвид Шиплер, после чего идеей заинтересовались в США.
Инициатором создания волонтёрского движения «Банк времени» является юрист и общественный деятель Эдгар Кан. К этой мысли он пришёл в 1980 году. Банк времени представляет собой инструмент повышения эффективности волонтёрской деятельности в общине, позволяющий подобрать определённым волонтёрам соответствующую им работу, выявлять потребности, привлекать и вербовать новых волонтёров, «платить» волонтёрам за их работу, а также отслеживать и контролировать волонтёрскую деятельность. Популярности «Банка времени» способствовала публикация книги Эдгара Кана «Больше нет одноразовых людей» (англ. No More Throwaway People). Первые шесть американских банков времени возникли по его инициативе в 1987 году, в Англии — в 1998 году. Это социальное движение взаимопомощи распространилось по многим странам мира.
Возрождение идеи банков времени в России, но уже в волонтёрской форме, произошло в 2006 году в Нижнем Новгороде. Намечается открытие банков времени и в других городах России. Первый волонтёрский банк времени начал функционировать в Таллине в 2009 году., а в 2011 г. — в Санкт-Петербурге.
В начале 2010 года на Украине стартовал международный проект «Региональная Обменная Система „Банк Времени“». В России запущен стартап «TimeRepublik», предоставляющий возможность использовать банк времени для поиска новых клиентов.
Всё шире, особенно в США, для банковских операций (банкинг) со временем используется термин «Time banking». Всего известно около 250 моделей банка времени, существующих под разными названиями: «Доллар времени», «Местная система обмена времени», «Банки времени», «Районный обмен услугами», «Член общины — члену общины», «Банк счастья» (социальная сеть банковских услуг в Эстонии).